# Jelena Sedina
Jelena Sedina, ukr. Олена Седіна, ros. Елена Седина (ur. 1 czerwca 1968 w Kijowie) – włoska szachistka pochodzenia ukraińskiego, arcymistrzyni od 1996, posiadaczka męskiego tytułu mistrza międzynarodowego od 1998 roku.

## Kariera szachowa
Trzykrotnie uczestniczyła w pucharowych turniejach o mistrzostwo świata: w 2001 r. w I rundzie zwyciężyła Olgę Aleksandrową, ale w II rundzie przegrała z Mają Cziburdanidze, w 2004 r. odpadła już w I rundzie (po porażce z Eliną Danielian), natomiast w 2008 r. awansowała do III rundy, w której przegrała z Hou Yifan, wcześniej wygrywając z Iriną Krush (walkowerem) i Nguyễn Thị Thanh An.
Do największych sukcesów Jeleny Sediny w turniejach międzynarodowych należą:
- I m. w Scuol (2001, międzynarodowe mistrzostwa Szwajcarii,
- I m. w San Martino di Castrozza (2001),
- IX m. w Warnie (2002, indywidualne mistrzostwa Europy)[4],
- dz. I m. w Bratto (2004, wspólnie z m.in. Igorem Miladinoviciem, Miroljubem Laziciem(inne języki), Michele Godeną i Eduardasem Rozentalisem),
- I m. w Mount Buller (2004/05, międzynarodowe otwarte mistrzostwa Australii, turniej Australian Open, jako pierwsza kobieta w historii)[5],
- II m. w Antalyi (2009, mistrzostwa krajów śródziemnomorskich, za Jovaną Vojinović).

Wielokrotnie reprezentowała Ukrainę i Włochy w rozgrywkach drużynowych, m.in.:
- dziewięciokrotnie na olimpiadach szachowych (w latach 1994, 1996, 1998, 2000, 2004, 2006, 2008, 2010, 2012); trzykrotna medalistka: indywidualnie – złota (1994 – na IV szachownicy), srebrna (1994 – za wynik rankingowy) i brązowa (1996 – na III szachownicy)[6],
- pięciokrotnie na drużynowych mistrzostwach Europy (w latach 2001, 2003, 2009, 2011, 2013)[7].

Najwyższy ranking w dotychczasowej karierze osiągnęła 1 kwietnia 2003 r., z wynikiem 2434 punktów zajmowała wówczas 25. miejsce na światowej liście FIDE.